# 하드보일드 (드라마)
《하드보일드》는 2004년 3월 5일에 MBC에서 방영한 베스트극장이다.

## 줄거리
평범한 고등학생인 훈수(김동현 분)는 어느 날 학교에서 자신의 돈을 뺏고 괴롭히는 학교짱을 때려 혼수상태에 빠트리게 된다. 이 일로 집에 들어가지 못하고 가출하여 주유소에서 생활을 시작한다. 그러던 중 훈수는 주유소 맞은편 편의점에서 일하는 동갑내기 명연(류현경 분)을 알게되고 사랑하기 시작한다.
명연은 모두가 부러워할 만큼 성적도 뛰어났고 얼굴도 예뻤다. 하지만 3년 전 아버지(김홍석 분)가 부도로 인해 경제사범으로 교도소에 들어가게 되고, 새엄마(김혜옥 분)라는 사람은 집안에 다른 남자(최재호 분)를 끌어들인다. 명연의 언니 정연은 그런 현실이 싫어 방황하다 임신하게 되고 그 삶의 무게를 버티지 못하고 자살을 선택한다. 그때부터 명연의 삶은 조금씩 흔들리기 시작하고 방황의 길을 걷기 시작한다.

## 등장 인물

### 주요 인물
- 김동현 : 훈수 역
- 류현경 : 명연 역

### 그 외 인물
- 유정석
- 염재욱
- 김명희 : 훈수의 어머니 역
- 김혜옥 : 명연의 새어머니 역
- 최재호 : 새어머니의 내연남 역
- 윤용현 : 지배인 역
- 박태진
- 안서정
- 장남경
- 신현탁 : 동수 역 - 훈수를 괴롭히던 학교짱
- 안세미 (사진 출연)
- 스턴트

서범석, 정희준

### 우정출연
- 안석환
- 박광정
- 이대연
- 이승형